# Kuroszaki Maon
Kuroszaki Maon (黒崎 真音; Hepburn: Kurosaki Maon) (Tokió, 1988. január 13 – 2023. február 16.) japán énekes és szövegíró.
Eredetileg az NBCUniversal Entertainment Japanhoz, majd az Art One Entertainmenthez szerződött. Amikor felfedezték, előadóként dolgozott a tokiói Akihabarában, majd 2010-ben debütált, és a Highschool of the Dead című anime televíziós sorozat epizódzáró dalait adta elő. Ezután kiadta debütáló albumát, a HOTD-t 2010 szeptemberében, amely a Highschool of the Dead epizódzáró dalait tartalmazza. Az első két kislemezét felhasználták a Toaru madzsucu no Index II anime-adaptációnak az epizódzáró témáinak.
Kuroszaki zenéjét az anime és a lolita divat iránti szeretete hatotta át. Dalai számos anime sorozatban szerepeltek, mint például a Jormungand, Tókjó Reivunzu és a Gurizaia no kadzsicu. Zenei karrierje során olyan előadókkal dolgozott együtt, mint Mami Kavada, Kotoko és Trustrick. Kétszer fellépett a 2011-es Anime Expo-n Los Angelesben, Kaliforniában, és rendszeres fellépőként szerepelt olyan japán anime rendezvényeken, mint a LisAni, az Animelo Summer Live és az Animax Musix. Fellépett az Anime Festival Asia-n, a Bangkoki Comic Con-on és a CharaExpo-n is. 2011 és 2016 között az Altima szintipop együttes énekese volt, a Move együttes Motsu-jával együtt.
2021 szeptemberében Kuroszaki egy élőben közvetített koncert közepén váratlanul összeesett, majd a közvetítést felfüggesztették. Ezután kórházba szállították, ahol akut epidurális hematómát diagnosztizáltak nála. 2023 februárjában halt meg, miután egészségi állapota megromlott.

## Fiatalkora
Eredetileg kisiskolás korában érdeklődött az iránt, hogy előadóművész legyen. Ez idő alatt színházművész szeretett volna lenni, és hatodik osztályában részt vett egy meghallgatáson az iskolájában. Nem ment át a meghallgatáson, mivel hiányzott belőle a tehetség az előadóművészetben, de éneklését dicsérték. Ez az esemény nagy benyomást tett rá, és mivel szüleit nem érdekelték, hogy előadóművészetet kezdjen, úgy döntött, énekes szeretne lenni.

## Pályafutása
Kuroszaki énekesi karrierjét Akihabarában kezdte a Dear Stage fellépőhelyen és bárban, ahol legalább 2008 januárja óta énekelt Akihiro Tomita zenei producer felfigyelt énekesi tehetségére, és később ő lett a producere, amikor először debütált a Geneon Universal Entertainment (jelenleg NBCUniversal Entertainment Japan) társasággal. Elsőként 2010 januárjában jelentette be rajongóinak nagy debütálását Mielőtt debütált volna, magazin modellként pózolt Júszaku Kitano Maid Road Reload című regényének borítóján, amelyet 2010. április 26-án adott ki az ASCII Media Works a Media Works Bunko kiadójával.
Kuroszaki első zenei kiadása a H.O.T.D című debütáló albuma volt 2010. szeptember 22-én, amely a 2010-es Highschool of the Dead című animesorozat epizódzáró dalait tartalmazza. A sorozat tizenkettedik epizódjában szinkronszínészi cameoszerepet is vállalt. Az albumról és az anime adásáról emlékezve hetente egyszer adott elő dalokat a Dear Stage-ben 2010. július 7-től szeptember 22-ig. 2010. október 16-án a jokohamai Animate-ben tartottak egy másik eseményt az album emlékére Kuroszaki lett az A&G Artist Zone 2h rádióműsor csütörtöki adásának állandó műsorvezetője lett 2010. október 7-én; 2011-ig ő vezette a műsort.
Debütáló kislemeze, Magic∞World címmel 2010. november 24-én jelent meg, és ezen a napon a Dear Stage-ben lépett fel a megjelenés emlékére. 
Kuroszaki második kislemeze, Memories Last címmel 2011. március 2-án jelent meg.
A Magic∞World és a Memories Last című dal is a 2010-es Toaru madzsucu no Index II animesorozat epizódzáró dalaként került felhasználásra.
Kuroszaki 2011. március 4. és 5. között tartotta első élő eseményét Maon Kurosaki Live 2011 Spring: Memories First címmel Haradzsukuban. Észak-Amerikában a 2011-es Anime Expo kiállításon debütált Los Angelesben, Kaliforniában, ahol július 1-jén és 3-án lépett fel.
2011. augusztus 10-én adta ki a Gosiki Uta: Immortal Lovers című minialbumot, amely a 2011-es, Hakuóki sinszengumi kitan című Original Video Animation sorozatban használt epizódzáró dalokat tartalmazza. Először a 2011-es Animelo Summer Live-on lépett fel augusztus 28-án. Kuroszaki 2011. november 30-án adta ki második stúdióalbumát Butterfly Effect címmel, amely a Hellsing Ultimate kilencedik epizódjának záródalát, a Scars című dalt tartalmazza.
2011-ben Kuroszaki megalapította az Altima együttest a Move Mototaka "Motsu" Szegavával és a fripSide Szatosi "Sat" Jaginumájával. Kuroszaki 2012-ben még három kislemezt adott ki Hell:ium címmel május 9-én, Reimei címmel augusztus 8-án, és Under / Shaft címmel október 17-én. A Reimei című dal a 2012-es Hakuóki reimeiroku animesorozat nyitódalaként került felhasználásra, és az Under / Shaft című dal pedig a 2012-es Jormungand: Perfect Order animesorozat nyitódalaként került felhasználásra.
2012-ben az Anime Festival Asia Malaysia vendége volt. Harmadik stúdióalbuma, Vertical Horizon címmel 2013. április 10-én jelent meg 2013. november 6-án megjelent X-Encounter című kislemeze a 2013-as Tókjó Reivunzu animesorozat nyitódalaként került felhasználásra.
Negyedik stúdióalbuma, Reincarnation címmel 2014. július 23-án jelent meg. 2014 júliusában részt vett a Bangkoki Comic Con-on. Hetedik kislemeze, Rakuen no cubasza címmel 2014. október 15-én jelent meg; a dal a 2014-es Gurizaia no kadzsicu animesorozat nyitódalaként lett felhasználva.
Nyolcadik kislemeze, Szecuna no kadzsicu címmel 2015. május 13-án jelent meg; a címadó szám a 2015-ös Gurizaia no kadzsicu animesorozat nyitódalaként lett felhasználva. 2015 júniusában a szingapúri CharaExpón vett részt.
Kuroszaki kilencedik kislemeze, Hámonaizu kuróbá címmel 2015. augusztus 19-én jelent meg. A Hámonaizu kuróbá, valamint az Afutáguró a 2015-ös Gakkó gurasi animesorozat epizódzáró dalai. 2015. november 25-én adta ki ötödik stúdióalbumát, Mystical Flowers címmel. Az Altima együttes tagjaként együttműködött Kotoko zenésszel a Plasmic Fire című dal előadásában, amelyet a 2016-os Akuszeru várudo: Infinite Burst animefilm főcímdalaként használtak. 2016-ban Kuroszaki Alisa Reinford szerepében jelent meg az Eijú denszecu szen no kiszeki RPG videójáték prémium 3D-s zenei adaptációjában.
2016 augusztusában az Animelo Summer Live esemény alatt az Altima együttes bejelentette, hogy szünetet tart a zenei tevékenységekben. 2016. augusztus 17-én adta ki tizedik kislemezét, a Dead Or Lie-t, amelyben a Trustrick duó szerepelt; a dalt a 2016-os Danganronpa 3: dzsi endo obu kibógamine gakuen című animesorozat nyitódalaként használják. 11. kislemeze,Vermillion címmel 2016. november 23-án jelent meg; a dalt a 2016-os Dorifutázu animesorozat epizódzáró dalaként került felhasználásra. Tizedik kislemeze, Last Desire címmel 2017. március 22-én jelent meg; a címadó dal a 2016-os Rewrite anime televíziós sorozat nyitó dala, míg a kislemez B-oldalon szereplő dala, Ignis Memory címmel a Rewrite IgnisMemoria játék főcímdala. 2017-ben szintén kiadásra került egy válogatásalbum, Maon Kurosaki Best Album: M.A.O.N. címmel.
Kuroszaki tizenegyedik kislemeze, Decadence címmel 2018. május 9-én jelent meg; a címadó dal a Szaredo cumibito va rjú to odoru: Dances with the Dragons című animesorozat epiozódzáró dalaként került felhasználásra. Tizenkettedik kislemeze, Gravitation címmel 2018. november 20-án jelent meg; a címadó dalt a Toaru madzsucu no Index III című animesorozat nyitódalaként használták. Élőszereplős színészként először 2018-ban, majd 2020-ban szerepelt, a Buraddosi anime, a Blood-Club Dolls 1 és a Blood-Club Dolls 2 élőszereplős filmadaptációiban; előadta az első film főcímdalát, a Hazy Moon-t is. Tizenharmadik kislemeze, Roar címmel 2019. március 6-án jelent meg; a címadó dal a Toaru madzsucu no Index III animesorozat második nyitódala. Tizennegyedik kislemeze Genszó no rondo címmel 2019. március 13-án jelent meg; a címadó dal a Gurizaia fantomu Torigá: The Animation című animefilm nyitódala ként került felhasználásra. Hatodik albumát, Beloved One címmel 2019. június 19-én adta ki.
Később Szajaka Kandával megalakította az ALICes együttest; ketten 2020 novemberében kiadták az Icy Voyage című dalt
2021-ben Kuroszaki átmeneti szünetet tartott, miután egy online adás során váratlanul összeesett, és akut epidurális hematómát diagnosztizáltak nála.
2021. december 18-án Szajaka Kanda, az ALICes együttesbéli partnere elhunyt, miután összeesett egy szapporói hotelben.
2022. május 14-en Kuroszaki bejelentette egy rajongói előadásban hogy tartani fog egy élő előadást, és hogy átszerződött egy másik menedzsercéghez. Ez az esemény július 31-én került megrendezésre, három és fél év után először, teljes zenekaros formátumban, és körülbelül 10 hónap szünet után.
2022. november 16-án kiadta a More Strongly című kislemezt; a címadó dalt Tensó sitara ken desi ta című animesorozat epizódzáró dalaként használták.

## Halála és öröksége
2023. február 28-án a menedzsercége, az Art One Entertainment bejelentette, hogy február 16-án súlyosbodó krónikus betegségben halt meg, 35 éves korában. Hirtelen halála tevékenysége során a sajnálat hangját keltette fel különböző területeken.
2023. szeptember 22-én, Kuroszaki debütálása napján egy megemlékezést tartottak Maon Kurosaki Memorial Days Event "Future & Past" néven a Shirokane Takanawa Selene-ben.
2023. szeptember 30-án az Art One Entertainment közösségi finanszírozási projektet indított hogy befejezze a Maon Kurosaki: The Movie "If You Become Me That Day" című dokumentumfilmet, amelyet eredetileg 2023 második negyedévében mutattak volna be, de Kuroszaki halála után bizonytalanságban maradt. A dokumentumfilm a művész útját kívánta követni a 2021-es összeesésétől a 2022. július 31-i élő eseménnyel való újbóli megjelenésig. Hogy betekintést nyújtsanak a filmbe, egy előzetest is közzétettek a közösségi finanszírozás bejelentésével, amelyet eredetileg maga Kuroszaki javasolt a dokumentumfilm gyártási megbeszélése során.

## Zenei stílusa és behatásai
Kuroszaki régóta az animék és a videojátékok rajongója volt, és ez a két érdeklődési köre hatott rá karrierje során. Az Evanescence együttes rajongója volt, és első dalszövegét az együttes dalai ihlették. Hamaszaki Ajumi Powder Snow című dala is hatással volt rá. Amikor anime főcímdalokhoz írt szöveget, először az anime forrásanyagát olvasta el, majd a sorozat témái és környezete alapján írt dalszövegeket.
A 2011-es észak-amerikai debütálása során adott interjúban Kuroszaki megemlítette, hogy régóta álma volt, hogy főcímdalokat adjon elő animesorozatokhoz, és az anime nagy részét képezte életének. Elmesélte a Dear Stage-nél szerzett tapasztalatait, ahol eredetileg pincérnőként és előadóként dolgozott. Elmondta, hogy keményen dolgozott azért, hogy megfeleljen a vásárlói elvárásoknak, és a helyszín színpadán való fellépés értékes élmény lesz számára, mert így nagyobb színpadokon is több fantáziával és inspirációval léphet fel. Megemlítette, hogy miközben animesorozatokhoz ír dalszövegeket, azt szeretné, ha dalainak hangvétele és hangulata megfelelne az adott anime környezetének.
Az Animate-nek adott interjújában Kurosaki elmesélte a Memories Last című dal megírása során szerzett tapasztalatait. Megemlítette, hogy az Toaru madzsucu no Index könyvek elolvasása után együtt érezte magát az Accelerator nevű karakterrel, és elképzelte, hogy milyen érzései vannak a dal írásakor. Leírja, hogy Accelerator egy olyan karakter, aki kezdetben magányos személyiség, de kedvessé válik, miután találkozik a Last Order nevű karakterrel, és az ő személyisége alapján írta a dal szövegét. A dalt érzelmes dalként írja le, és eredetileg egy kis fájdalommal énekelte.
A 2015-ben Aoki Miszakonak adott interjújában Kuroszaki megvitatta a lolita divat hatását a karrierjére. Élete megváltozott, amikor találkozott a lolita divattal, és a magazin-modellkedés során ebben a stílusban kitágította a világát, és megnyugtató érzést adott neki. Kuroszakit a Doktor Szöszi című film ihlette, mivel a film főszereplője mindig azt viseli, amit szeretne, és hogy a főszereplő hálószobája pasztellrózsaszín színű, ez a színséma Kuroszakinak tetszett.

## Diszkográfia

### Studióalbumok
| Cím              | Albumadatok | Toplistás helyezések |
| Cím              | Albumadatok | JPN                  |
| ---------------- | --- | -------------------- |
| H.O.T.D.         | - Kiadás dátuma: 2010. szeptember 22. (JPN) - Kiadó: Geneon - Formátumok: CD, zeneletöltés - Képalbum                                                 | 25                   |
| Butterfly Effect | - Kiadás dátuma: 2011. november 30. (JPN) - Kiadó: Geneon - Formátumok: CD, CD/DVD, zeneletöltés                                                      | 43                   |
| Vertical Horizon | - Kiadás dátuma: 2013. április 10. (JPN) - Kiadó: Geneon - Formátumok: CD, CD/Blu-ray, zeneletöltés                                                   | 25                   |
| Reincarnation    | - Kiadás dátuma: 2014. július 23. (JPN) - Kiadó: NBCUniversal Entertainment Japan - Formátumok: CD, CD/DVD, CD/Blu-ray, zeneletöltés - Tiszteletalbum | 21                   |
| Mystical Flowers | - Kiadás dátuma: 2015. november 25. (JPN) - Kiadó: NBCUniversal Entertainment Japan - Formátumok: CD, CD/Blu-ray, zeneletöltés                        | 27                   |
| Beloved One      | - Kiadás dátuma: 2019. június 19. (JPN) - Kiadó: NBCUniversal Entertainment Japan - Formatumok: CD, CD/Blu-ray, zeneletöltés                          | 24                   |

### Válogatásalbumok
| Cím                                | Albumadatok | Toplistás helyezések |
| Cím                                | Albumadatok | JPN                  |
| ---------------------------------- | --- | -------------------- |
| Maon Kurosaki Best Album –M.A.O.N- | - Kiadás dátuma: 2017. szeptember 27. (JPN) - Kiadó: NBCUniversal Entertainment Japan - Formátumok: CD, CD/Blu-ray, zeneletöltés | 21                   |

### Középlemezek
| Cím                         | Albumadatok                                                                                          | Toplistás helyezések |
| Cím                         | Albumadatok                                                                                          | JPN                  |
| --------------------------- | --- | -------------------- |
| Gosiki Uta: Immortal Lovers | - Kiadás dátuma: 2011. augusztus 10. (JPN) - Kiadó: Geneon - Formatumok: CD, zeneletöltés - Képalbum | 51                   |

### Kislemezek
| Cím                                           | Év   | Toplistás helyezések | Toplistás helyezések | Album                              |
| Cím                                           | Év   | JPN Oricon           | JPN Hot 100          | Album                              |
| --------------------------------------------- | ---- | -------------------- | -------------------- | ---------------------------------- |
| Magic∞World                                   | 2010 | 20                   | —                    | Butterfly Effect                   |
| Memories Last                                 | 2011 | 14                   | 60                   | Butterfly Effect                   |
| Hell:ium                                      | 2012 | 61                   | —                    | Vertical Horizon                   |
| Reimei                                        | 2012 | 40                   | —                    | Vertical Horizon                   |
| Under/Shaft                                   | 2012 | 36                   | —                    | Vertical Horizon                   |
| X-Encounter                                   | 2013 | 13                   | 22                   | Reincarnation                      |
| Rakuen no cubasza                             | 2014 | 16                   | 27                   | Mystical Flowers                   |
| Szecuna no kadzsicu                           | 2015 | 21                   | 21                   | Mystical Flowers                   |
| Hámonaizu kuróbá                              | 2015 | 36                   | 62                   | Mystical Flowers                   |
| Dead Or Lie                                   | 2016 | 27                   | 25                   | Maon Kurosaki Best Album –M.A.O.N- |
| Vermillion                                    | 2016 | 44                   | 64                   | Maon Kurosaki Best Album –M.A.O.N- |
| Last Desire                                   | 2017 | 29                   | —                    | Nem album kislemez                 |
| Decadence                                     | 2018 | 39                   | —                    | Beloved One                        |
| Gravitation                                   | 2018 | 29                   | —                    | Beloved One                        |
| Roar                                          | 2019 | 32                   | —                    | Beloved One                        |
| Genszó no rondo                               | 2019 | 39                   | —                    | Beloved One                        |
| Kimi vo szukuerunara boku ha nanni de mo naru | 2020 | 34                   | —                    | Nem album kislemez                 |
| Junction                                      | 2021 | —                    | —                    | Nem album kislemez                 |
| Sunszúei -Beautiful world-                    | 2021 | 110                  | —                    | Nem album kislemez                 |
| "More＜Strongly"                              | 2022 | ?                    | ?                    | Nem album kislemez                 |

### Egyéb albumbéli megjelenések
| Év   | Dal                        | Album                                      | Megjegyzések                                                                     | Ref.   |
| ---- | -------------------------- | ------------------------------------------ | -------------------------------------------------------------------------------- | ------ |
| 2010 | Kimi to Taiyō ga Shinda Hi | Highschool of the Dead Original Soundtrack | A Highschool of the Dead anime televíziós sorozat főcímdalának rövid változata.  | [ 85 ] |
| 2011 | Magic∞World                | A Certain Magical Index II O.S.T 1         | A Toaru madzsucu no Index anime televíziós sorozat főcímdalának rövid változata. | [ 86 ] |
| 2011 | Memories Last              | A Certain Magical Index II O.S.T 2         | A Toaru madzsucu no Index anime televíziós sorozat főcímdalának rövid változata. | [ 87 ] |
| 2013 | Snap out of it!!           | Toaru Majutsu no TV Songs                  | Mami Kavadával együtt énekelve.                                                  | [ 88 ] |

## Filmográfia
| Év   | Cím                | Szerep             | Ref.   |
| ---- | ------------------ | ------------------ | ------ |
| 2018 | Blood-Club Dolls 1 | Micsiru Ariszugava | [ 89 ] |
| 2020 | Blood-Club Dolls 2 | Micsiru Ariszugava | [ 90 ] |

## Fordítás
- Ez a szócikk részben vagy egészben  a   Maon Kurosaki című angol Wikipédia-szócikk ezen változatának fordításán alapul.  Az eredeti cikk szerkesztőit annak laptörténete sorolja fel. Ez a jelzés csupán a megfogalmazás eredetét és a szerzői jogokat jelzi, nem szolgál a cikkben szereplő információk forrásmegjelöléseként.